# طرخشقون أبيض الثمار
طرخشقون أبيض الثمار (الاسم العلمي:Taraxacum leucocarpum) هو نوع من النباتات يتبع جنس الطرخشقون من الفصيلة النجمية.